# Compagnia dell'Africa svedese
La Compagnia dell'Africa svedese (in svedese Svenska Afrikanska Kompaniet) fu una compagnia di mercanti svedese. Fondata nel 1649 per iniziativa del mercante vallone-olandese Louis De Geer e da suo figlio Laurens, i quali si erano trasferiti in Svezia, la compagnia ebbe come primario interesse il commercio nella Costa d'Oro svedese.

## Storia
Nel 1648 De Geer fu tra i primi esploratori che per conto della Svezia si occupò dell'esportazione di rame. Assieme al figlio Laurens, grazie ad un'autorizzazione della regina Cristina di Svezia, ottenne di fondare l'anno successivo la Compagnia dell'Africa svedese, spostandone poco dopo la sede da Göteborg a Stade. La compagnia venne fondata sotto il patrocinio di Hendrik Carloff, uno degli amministratori della Compagnia olandese delle Indie occidentali, il quale si offrì di fornire all'amico il proprio aiuto ed a promuovere buone relazioni coi capi locali.
Caerloff venne incaricato per tre anni di gestire la compagnia con lo stipendio di 1000 gulden l'anno e un'oncia d'oro al mese per coprire le spese necessarie. Questi si imbarcò dall'Elba e poi salpò alla volta dell'Africa. Giunse sulla Costa d'Oro il 22 aprile 1650. Carloff siglò un contratto per l'acquisto di terra col capo degli Efutu. Vi era ad ogni modo un conflitto in atto con la Guinea Company di Londra che stava negoziando con Henniqua, cugino del re dei Fetu, per la fondazione di un avamposto commerciale inglese. Il 28 maggio 1650, svedesi ed inglesi siglarono un trattato col capo. Gli inglesi ottennero il diritto di commerciare a per metà dell'anno, mentre gli altri sei mesi venivano concessi agli svedesi.
Carloff occupò Butre nel 1659, Annemabo nel 1651 ed Orsou nel 1652. Al suo ritorno nel settembre del 1652 Carloff con la sua nave Christina vennero catturati e portati a Plymouth. La sua nave venne catturata con tutto il prezioso carico di 20 sacchi d'oro e 6500 zanne di elefante. Tutto l'oro catturato venne portato alla Torre di Londra. Nel frattempo, gli uomini rimasti nella Costa d'Oro iniziarono la costruzione di Fort Carolusborg e conquistarono Tacorary nel 1653. Carloff venne rilasciato e, tornato in Svezia, venne promosso generale ed ottenne il cavalierato il 3 maggio 1654,con relativa nobilitazione, assumendo il cognome di Carloffer. Occupò Jumore (Fort Apollonia) e Cabo nel 1655.
Nel 1656 Fort Batenstein venne ripreso dagli olandesi. Nel 1656 Carloff venne accusato di traffici personali contro l'interesse della compagnia. Johann Philipp von Krusenstjerna (1626-1659) prese il suo posto come governatore della colonia. Deluso, Carloff lasciò la colonia e si pose al servizio della Danimarca dal 27 marzo 1657. Qui fondò la Compagnia dell'Africa danese e riprese Carolusburg agli svedesi. Per lo scoppio della guerra danese-svedese, ordinò la vendita di Carolusborg agli olandesi e la dispersione della guarnigione. La presenza della compagnia svedese e di quella danese rappresentavano un problema per la Compagnia olandese delle Indie occidentali. La compagnia svedese, inoltre, entrò in bancarotta nel 1636 e nuovamente nel 1647, e venne alla fine sciolta nel 1663.